# غرقه
غرقه (گلپایگان)، روستایی از توابع بخش مرکزی شهرستان گلپایگان در استان اصفهان ایران است.
روستای غرقه دارای دو بخش بالا و پایین آبادی می‌باشد .
بخش بالا آبادی از مسجد جامع به جنوب غرقه «به سمت جاده قافله» می‌باشد .
بخش پایین آبادی از ایستگاه شیر تا آسیاب قدیم روستا می‌باشد .

## جمعیت
این روستا در دهستان کناررودخانه قرار دارد و براساس سرشماری مرکز آمار ایران در سال ۱۳۸۵، جمعیت آن ۱۷۸ نفر (۵۶خانوار) بوده‌است.